# Ingersheim (Alto Reno)
Ingersheim è un comune francese di 4 821 abitanti situato nel dipartimento dell'Alto Reno nella regione del Grand Est.
Il suo territorio è bagnato dalla Fecht.

## Società

### Evoluzione demografica
Abitanti censiti